# Lafoeina longitheca
Lafoeina longitheca är en nässeldjursart som beskrevs av Jäderholm 1904 . Lafoeina longitheca ingår i släktet Lafoeina och familjen Campanulinidae. Inga underarter finns listade i Catalogue of Life.